# Dan republike
Dan republike je v nekaterih državah praznik, ko se spominjajo, kdaj so postale republike. 

## Nekaj dnevov republike
- 26. januar v Indiji
- 31. maj v Južni Afriki (1961-1994)
- 2. junij v Italiji
- 24. september na Trinidadu in Tobagu
- 5. oktober na Portugalskem
- 24. oktober v Rodeziji (1970-1979)
- 25. oktober v Kazahstanu
- 29. oktober v Turčiji
- 29. november v Jugoslaviji (1945-1990)
- 13. december na Malti
- 30. december v Romuniji (1948-1989)